# Tal Kombatri
Tal Kombatri (tiếng Ả Rập: تل كمبتري) là một ngôi làng Syria nằm ở Al-Suqaylabiyah Nahiyah ở huyện Al-Suqaylabiyah, Hama. Theo Cục Thống kê Trung ương Syria (CBS), Tal Kombatri có dân số 850 người trong cuộc điều tra dân số năm 2004.